# Fryderyk ze Szlezwiku-Holsztyna-Sondenburga-Wiesenburga
Fryderyk ze Szlezwika-Holsztynu-Sonderburga-Wiesenburga (ur. 2 lutego 1651 w Hasselhecke koło Ober-Mörlen - Hesja, zm. 7 października 1724 w Wiesenburg koło Zwickau - Saksonia) – feldmarszałek cesarski. 
Rodzicami Fryderyka byli Filip Ludwik (1620-1689), książę Szlezwika-Holsztynu-Sonderburg-Wiesenburga i Anna Małgorzata z Hesji-Homburg (1629-1686). 14 lipca 1672 na zamku Brzegu ożenił się potajemnie z Karoliną Piastówną (1652–1707), księżniczką legnicko-brzeską, ostatnią przedstawicielką dynastii Piastów. Małżeństwo zostało zalegalizowane 10 maja 1673 i uznane przez cesarza Leopolda 15 lipca 1673. Miał syna Leopolda ze Szlezwika-Holsztynu-Sonderburga-Wiesenburga (1674-1744),  ostatniego męskiego przedstawiciela książęcej linii ze Szlezwika-Holsztynu-Sonderburga-Wiesenburga.